# Baie Nassau
Ne doit pas être confondu avec Nassau Bay.
La baie Nassau (également baie ou golfe de Nassau) (en espagnol : Bahia Nassau) est une large baie située aux confins de l'océan Pacifique, entre l'île Navarino au nord et les îles Wollaston au sud, en Terre de Feu chilienne. Elle communique à l'est avec l'océan Atlantique.

## Histoire
Elle a été nommée en 1624 « Baye de Nassau » par l'amiral hollandais Jacques L'Hermite en l'honneur de Maurice de Nassau alors qu’il commandait une flotte armée éponyme afin de combattre les colonies espagnoles au Pérou. 
C’est lors de cette exploration dans cette région australe que l’amiral L’Hermite découvre que le cap Horn se détache de la Terre de Feu et se situe sur une île qu’il nomme en son nom. C’est aussi alors qu’il mouille dans la baie Nassau que cinq membres d’équipage partis à terre cherchés des vivres sont tués par les Amérindiens Yamanas.
Hyacinthe de Bougainville considère les différentes parties côtières de la baie comme de bons mouillages, Louis de Grandpré la considère comme une baie qui peut « contenir les flottes les plus nombreuses » mais que son exploration en 1803 doit être faite avec précaution.